# Décembre 1851
Cette page présente les faits marquants du mois de décembre 1851.

## Événements

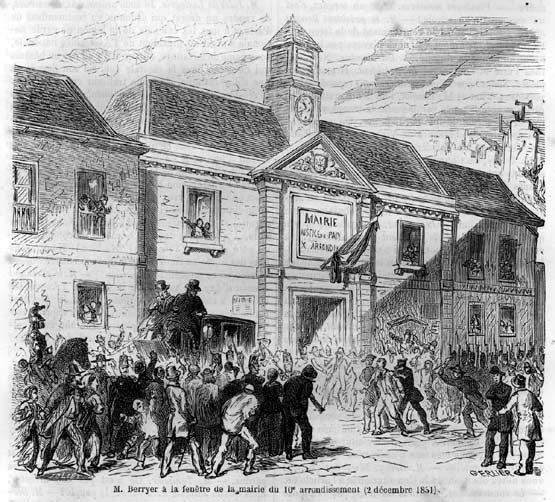
Pierre-Antoine Berryer harangue la foule à la fenêtre de la mairie du Xe arrondissement de Paris le 2 décembre 1851. Gravure tirée de l’Histoire populaire contemporaine, Paris, Ch. Lahure, 1864.

- 2 décembre, France : coup d'État de Louis-Napoléon Bonaparte. Le président fait composer dans la nuit du 1er au 2 des affiches annonçant la dissolution de l’Assemblée législative (jugée trop lente) et le rétablissement du suffrage universel par abrogation de la loi du 31 mai. Une vague d’arrestations touche tous les meneurs présumés d’une résistance : des militaires légitimistes comme Changarnier aux 80 chefs présumés des sociétés ouvrières, des orléanistes comme Adolphe Thiers aux républicains comme Nadaud ou Perdiguier.

- Les 2 et 3 décembre, France : l’Assemblée vote vainement la déchéance du président par l’unanimité des 200 présents. À Paris, quelques députés (Hugo, Schœlcher, Alphonse Baudin) tentent de soulever le peuple.

- 4 décembre, France : Morny, nommé ministre de l'Intérieur, déclenche l’écrasement systématique par l’armée de l’insurrection naissante et fait mitrailler rue Beaubourg les badauds suspects d’être favorables aux insurgés. Les insurrections qui éclatent en province sont réprimées par l’armée. 11 000 insurgés sont condamnés au bagne ou au renvoi en conseil de guerre. Plus de 2000 sont morts. 70 députés républicains sont envoyés en exil dont Hugo et Schœlcher, et 5 orléanistes.

- Du 4 au 11 décembre, France : grands mouvements populaires de révolte contre le coup d'État dans certaines régions, notamment en Provence dans le Var, la Drôme, les Basses-Alpes.

- 11 décembre : 
  - Jacques Louis Randon est nommé gouverneur général de l’Algérie française (fin en 1858).
  - Exil de Victor Hugo en Belgique.

- 19 décembre, Espagne : décret royal accordant la concession de la ligne Alar del Rey-Santander à la Sociedad del Ferrocarril de Isabel II

- Les 20 et 21 décembre : plébiscite confirmant le coup d'État de Louis-Napoléon Bonaparte (7,5 millions de oui, 1,5 million d’abstentions, 600 000 non).

- 25 décembre, Chili : inauguration de la ligne Copiapó  -Caldera, première ligne chilienne et du continent sud-américain.

- 26 - 27 décembre : les Britanniques bombardent et prennent Lagos et occupent la côte du royaume Yorouba.
  - Le Royaume-Uni signe avec les rois et chefs de Lagos, du Dahomey, de Porto-Novo, de Badagry et d’Abeokuta des traités prohibant le commerce des esclaves.

- 31 décembre : l’empereur François-Joseph Ier d'Autriche abroge la constitution octroyée en 1849 et suspendue en août 1851.

## Naissances
- 10 décembre : Melvil Dewey (mort en 1931), bibliothécaire américain.
- 17 décembre : Otto Schott (mort en 1935), chimiste et industriel spécialiste du verre allemand.
- 24 décembre : Édouard de Castelnau, général français († 19 mars 1944).
- 27 décembre : Percy Carlyle Gilchrist, chimiste et métallurgiste britannique († 1935).

## Décès
- 19 décembre : William Turner, peintre, aquarelliste et graveur britannique (° 23 avril 1775).